# Wandonne
Cet article court présente un sujet plus développé dans : Audincthun.
Wandonne est une ancienne commune du Pas-de-Calais, qui fut absorbée en 1822 par la commune d’Audincthun et qui est, depuis, un hameau populeux[réf. nécessaire] de cette dernière.